# Chiesa di San Cristoforo (Lucca)
La chiesa di San Cristoforo è una chiesa di Lucca che si trova in via Fillungo.
Attestata nell'XI secolo, fu ricostruita verso la metà del XII. A tre navate su pilastri con abside, presenta nel primo ordine di facciata una decorazione ad arcate cieche sostenute da colonne. Il portale, riferibile a maestranze di Guidetto, è accentuatamente strombato, e decorato da architrave e archivolto su cui si dispone il motivo vegetale a girali di fogliami rigonfi. Ai lati aggettavano due leoni, ora ridotti a uno stato frammentario. La conclusione della facciata è segnata da cornici sulle quali corre il tralcio a girali. Il rosone centrale e le archeggiature sotto gli spioventi sono da riferire al XIV secolo. Con una serie di drastici interventi tra il 1939 e il 1940 la chiesa venne destinata a sacrario dei caduti in guerra.

## Altre immagini

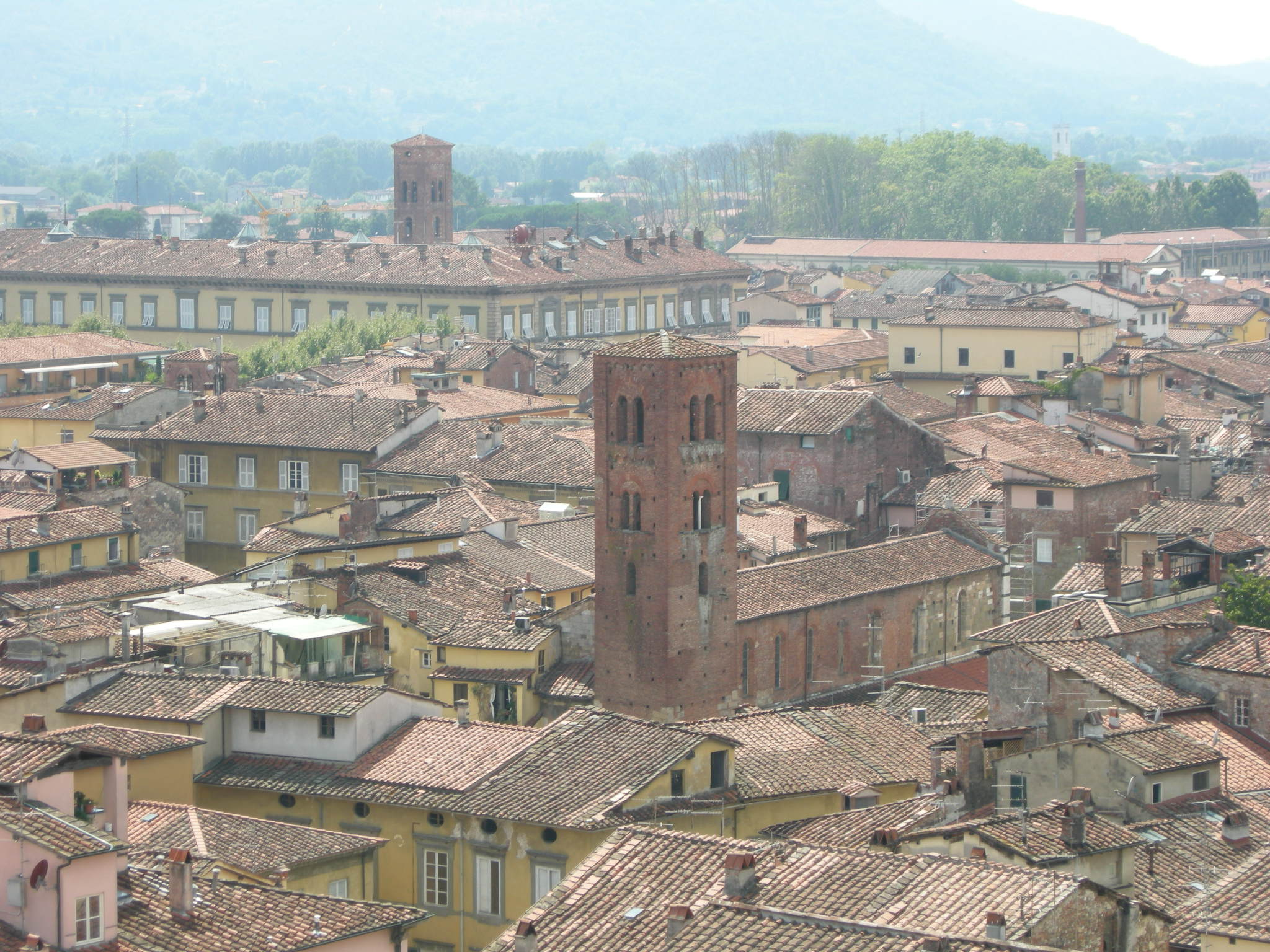
Veduta
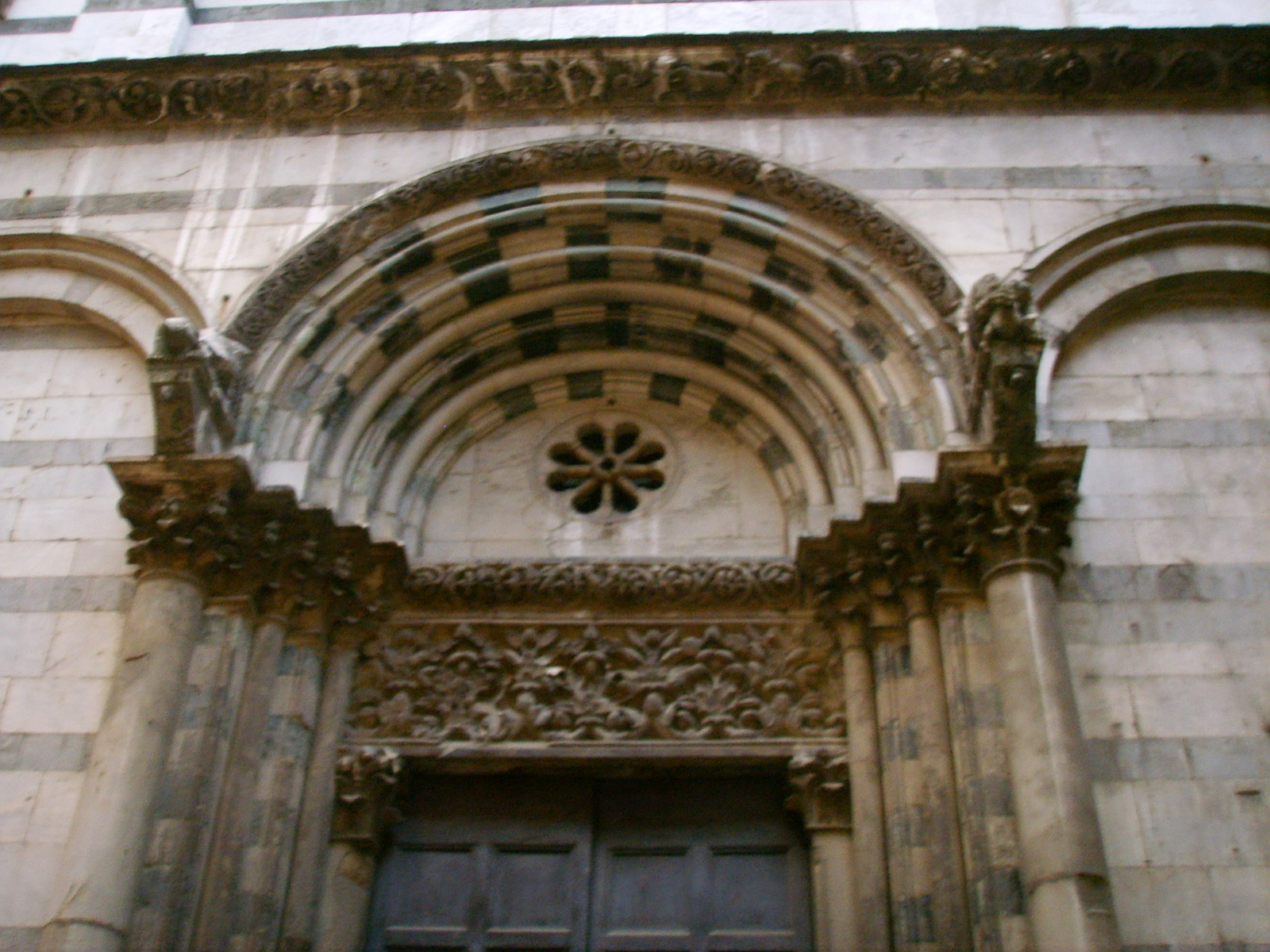
Portale
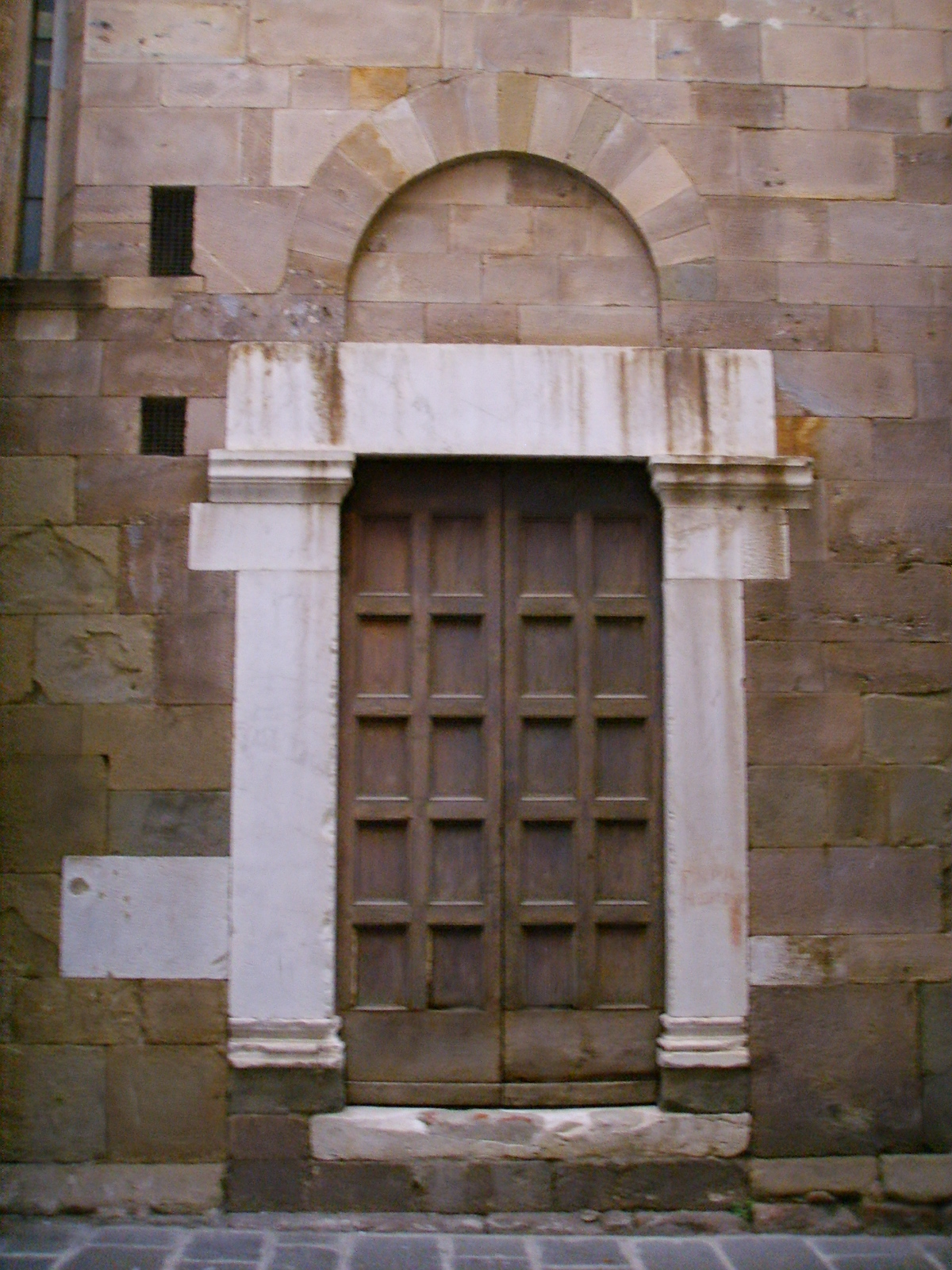
Portale laterale
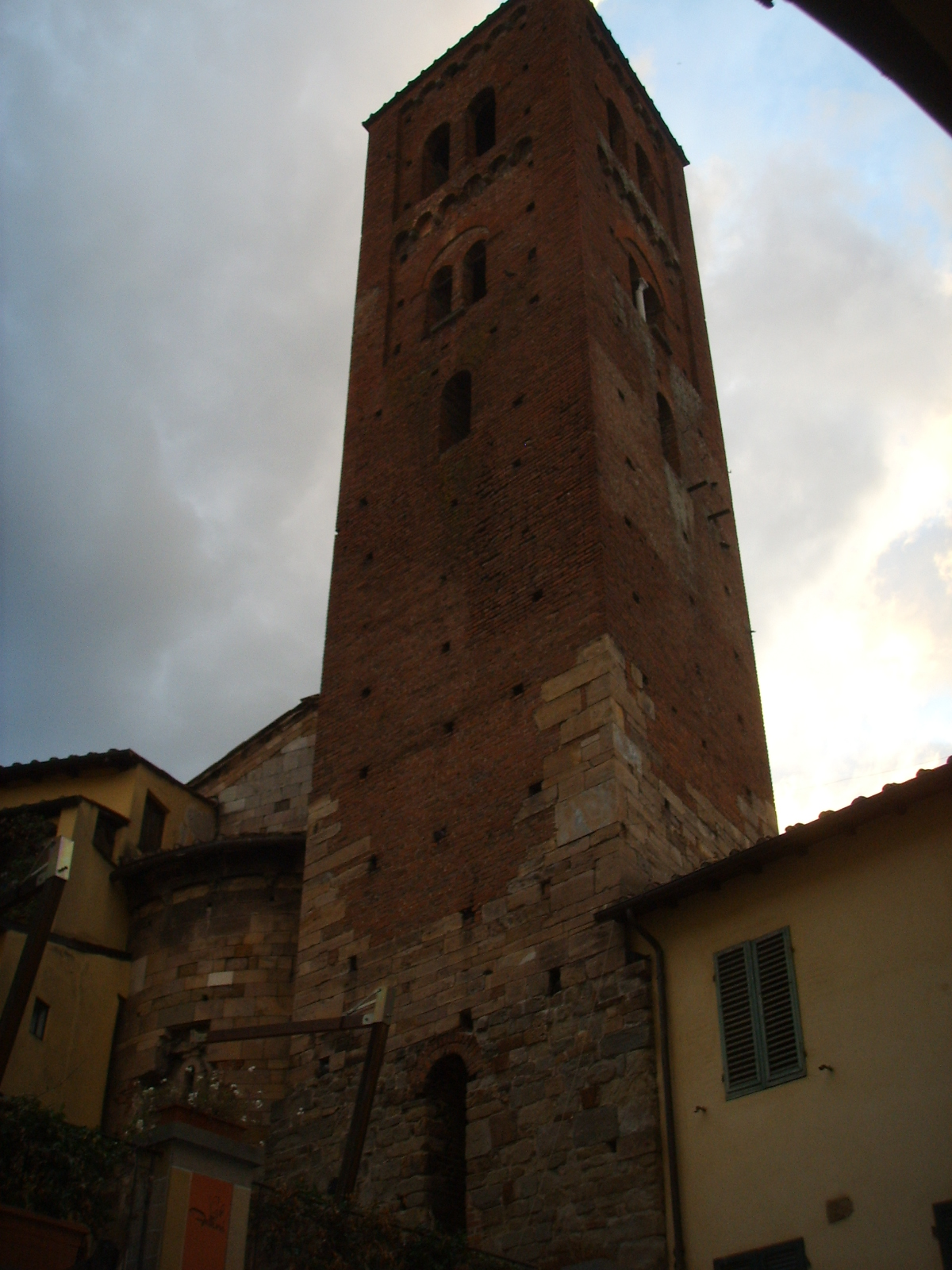
Campanile
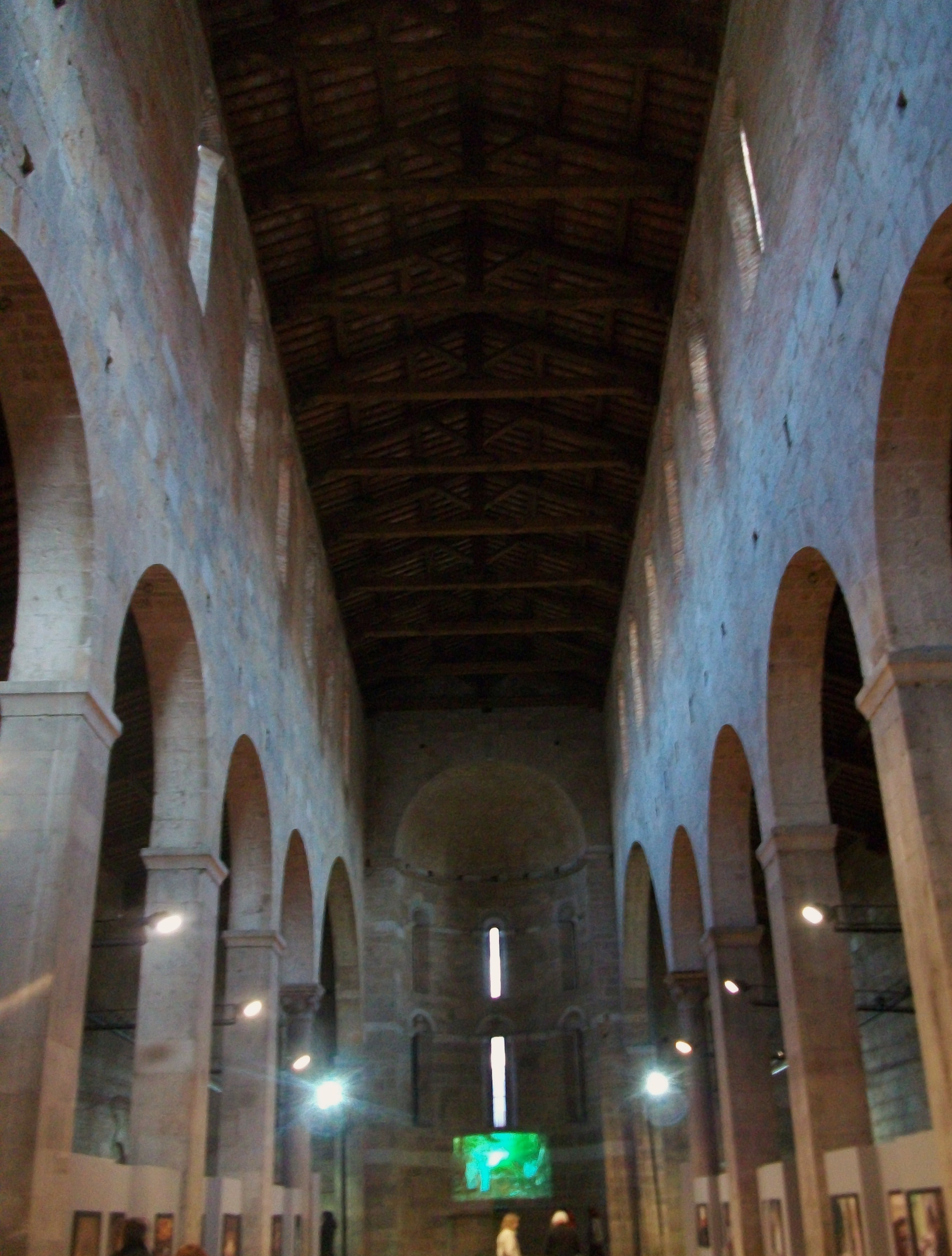
Vista dell'interno